# شونکان
شونکان (به ژاپنی: 俊寛 Shunkan); ۱ ژانویهٔ ۱۱۴۳ – ۱ ژانویهٔ ۱۱۷۹) بهکشو اهل ژاپن بود که در حادثه شیشیگاتانی علیه تایرا نو کیوموری شرکت داشت. وی به همراه دو نفر دیگر به جزیره کیکایجیما در جنوب ژاپن تبعید شد.